# Nolte (Familienname)
Nolte ist ein deutscher Familienname.

## Namensträger

### A
- Adolf Nolte (1838–nach 1870), deutscher Architekt
- Albert Nolte (1873–nach 1910), deutscher Germanist und Mediävist
- Alexandra Nolte (* 1968), deutsche Tischtennisspielerin
- Alfred Nolte (Alfred C. G. Nolte; ?–1977/1978), deutscher Unternehmer und Firmengründer
- Almut Nolte (* 1968), deutsche Ärztin der Bundeswehr, Generalarzt
- Arne W. Nolte (* 1973), deutscher Fischkundler
- August Nolte, deutscher Fotograf

### B
- Barbara Nolte (* 1968), deutsche Journalistin und Autorin
- Benjamin Nolte (* 1982), deutscher Politiker (AfD)
- Bernd Nolte (* 1963), deutscher Wirtschaftswissenschaftler und Hochschullehrer
- Bernhard Nolte (1829–1893), deutscher Jurist und Richter
- Brawley Nolte (* 1986), US-amerikanischer Schauspieler

### C
- Claudia Nolte (Schauspielerin) (* 1952), Schauspielerin
- Claudia Nolte (* 1966), deutsche Politikerin (CDU) und Bundesministerin
- Claus Nolte-Ernsting (* 1966), deutscher Radiologe
- Cordula Nolte (* 1958), deutsche Historikerin

### D
- Danielle Nolte (* 2002), südafrikanische Leichtathletin
- Detlef Nolte (* 1952), deutscher Politologe und Lateinamerikanist
- Dieter Nolte (1941–2010), deutscher Politiker (SPD)
- Dorothee Nolte (* 1963), deutsche Journalistin und Schriftstellerin

### E
- Eberhard Nolte (* 1935), deutscher Verlagsmanager
- Eckhard Nolte (* 1943), deutscher Hochschullehrer für Musikpädagogik
- Erline Nolte (* 1989), deutsche Bobfahrerin
- Ernst Nolte (Architekt) (1897–1973), deutscher Architekt
- Ernst Nolte (Heimatforscher) (1907–1992), deutscher Lehrer und Heimatforscher
- Ernst Nolte (1923–2016), deutscher Historiker und Philosoph
- Ernst Nolte (Antiquar) (* 1939), deutscher Antiquar und Kunsthändler
- Ernst August Hermann Wilhelm Nolte (1805–1872), deutscher Theologe
- Ernst Christoph Nolte (1733–1761), evangelischer Geistlicher
- Ernst Ferdinand Nolte (1791–1875), deutscher Botaniker
- Erwin Nolte (1902–1987), deutscher Psychologe und Hochschullehrer

### F
- Franz Nolte (Schriftsteller) (1877–1956), deutscher Lehrer und Mundartschriftsteller
- Franz-Josef Nolte, deutscher General der Bundeswehr
- Friedrich Nolte (1887–1955), Berghauptmann beim Oberbergamt Dortmund
- Friedrich Koch-Nolte (* 1957), deutscher Arzt, Molekularimmunologe und Hochschullehrer
- Friedrich Wilhelm Nolte (1880–1952), deutscher Politiker (Deutsch Hannoversche Partei)
- Fritz Nolte (1894–1955), deutscher Unternehmer und Firmengründer

### G
- Georg Nolte (Unternehmer) (1890–1951), deutscher Unternehmer und Firmengründer (Nolte-Gruppe)
- Georg Nolte (Politiker) (1942–2016), deutscher Politiker
- Georg Nolte (* 1959), deutscher Jurist und Richter am Internationalen Gerichtshof
- Georg Nolte-Fischer (* 1952), deutscher Bibliothekar
- Gustav Nolte (1877–1924), deutscher Architekt des Historismus
- Gustav Eduard Nolte (Politiker, 1812) (1812–1885), deutscher Buchhändler, Verleger und Abgeordneter
- Gustav Eduard Nolte (Politiker, 1850) (1850–1912), deutscher Rechtsanwalt und Abgeordneter

### H
- Hans Nolte (Philologe) (1857–1916), deutscher Lehrer, Philologe und Autor
- Hans Nolte (Politiker) (1929–1990), deutscher Politiker (CDU) und Abgeordneter des Hessischen Landtags
- Hans-Erich Nolte (1880–1964), deutscher Generalleutnant
- Hans-Georg Nolte-Fischer (* 1952), deutscher Bibliothekar
- Hans-Heinrich Nolte (* 1938), deutscher Historiker
- Hans-Werner Nolte (1911–nach 1966), deutscher Biologe und Hochschullehrer
- Hartmut Nolte (* 1947), deutscher Schauspieler und Theaterleiter
- Heinrich Nolte (1908–1972), deutscher Politiker (KPD) und Widerstandskämpfer
- Helmut Nolte (* 1941), deutscher Soziologe und Hochschullehrer für Sozialpsychologie
- Hermann Nolte (1873–1935), deutscher Bildhauer
- Hermann Nolte (Jurist) (1892–1965), deutscher Rechtswissenschaftler und Hochschullehrer
- Horst Nolte († 1996), deutscher Handballspieler

### I
- Ingo Nolte (* 1952), deutscher Veterinärmediziner und Hochschullehrer

### J
- Jakob Nolte (* 1988), deutscher Schriftsteller
- Jan Nolte (* 1988), deutscher Politiker (AfD)
- Jens Nolte (* 1974), deutscher Kameramann
- Johannes Nolte (1636–1714), deutscher lutherischer Geistlicher und Lyriker
- Johann Friedrich Nolte (1694–1754), deutscher Pädagoge und Philologe
- Josef Nolte (Priester) (1781–1863), deutscher katholischer Geistlicher
- Josef Nolte (Kunsthistoriker) (* 1940), deutscher Kunsthistoriker und Hochschullehrer
- Jost Nolte (1927–2011), deutscher Schriftsteller und Journalist
- Jürgen Nolte (Journalist) (* 1936), deutscher Journalist und Schriftsteller
- Jürgen Nolte (Mediziner) (* 1937), deutscher Mediziner, Hochschullehrer und Politiker
- Jürgen Nolte (Fechter) (* 1959), deutscher Fechter

### K
- Karen Nolte (* 1967), deutsche Medizinhistorikerin
- Karl Nolte (* 1934), deutscher Heimatforscher
- Karlheinz Nolte (* 1949), deutscher Politiker (SPD)
- Kerstin Nolte (* 1978), deutsche Fußballspielerin
- Kristina Nolte (* 1984), russische Grafikerin, Bildhauerin, Architektin, Lyrikerin

### L
- Lasse Nolte (* 1980), deutscher Filmregisseur
- Laura Nolte (* 1998), deutsche Bobsportlerin
- Lisa Nolte (* 2001), deutsche Hockeyspielerin
- Ludwig von Nolte (1795–1866), preußischer Generalleutnant
- Ludwig Nolte-Bürner (?–1920/1921), deutscher Jurist und Kunstherausgeber

### M
- Marianne Nolte (* 1953), deutsche Mathematikdidaktikerin
- Marius Nolte (* 1981), deutscher Basketballspieler
- Martin Nolte (* 1967), deutscher Jurist, Sportrechtler und Hochschullehrer
- Mathias Nolte (* 1952), deutscher Buchautor und Journalist
- Michaela Nolte (* 1960), deutsche Journalistin, Autorin und Kuratorin

### N
- Nick Nolte (* 1941), US-amerikanischer Schauspieler
- Nils Metzler-Nolte (* 1967), deutscher Chemiker und Hochschullehrer

### O
- Oscar von Nolte (1835–1913), preußischer General und Gutsherr in Pommern
- Otto Nolte (1887–1934), deutscher Agrikulturchemiker

### P
- Paul Nolte (* 1963), deutscher Historiker
- Peter Nolte (* 1942), deutscher Lehrer und Wissenschaftshistoriker

### R
- Raimund Nolte (* 1963), deutscher Sänger (Bassbariton)
- Richard H. Nolte (1920–2007), US-amerikanischer Diplomat
- Roeland Nolte (1944–2024), niederländischer Chemiker
- Rüdiger Nolte (Jurist) (* 1951), deutscher Jurist und Richter
- Rüdiger Nolte (Musikwissenschaftler) (* 1951), deutscher Musikwissenschaftler und Hochschullehrer
- Rudolf Nolte (1899–1962), deutscher HNO-Arzt
- Rudolf August Nolte (1703–1752), deutscher Jurist und Lokalhistoriker

### S
- Stephan Nolte (* 1955), deutscher Pädiater und Autor

### T
- Theo Nolte (1903–1970), deutscher Journalist
- Theodor Nolte (1848–1919), Harzer Heimatforscher und -dichter
- Thomas Nolte (* 1984), deutscher Paralympic-Wintersportler

### U
- Ulrich Nolte (* um 1950), deutscher Chordirigent
- Ulrike Nolte (* 1973), deutsche Science-Fiction-Autorin und Übersetzerin
- Uwe Nolte (* 1969), deutscher Musiker, Lyriker, Grafiker und Verleger

### V
- Vincent Nolte (1779–1856), deutscher Kaufmann und Buchautor

### W
- Wilhelm Nolte (1786–1832), deutscher evangelischer Theologe, Oberkonsistorialrat, Philologe und Herausgeber
- Willy Nolte (1906–2004), deutscher Biologe und Fischereirat
- Wolfgang Nolte (Spion) (* um 1946), deutscher Spion, Oberleutnant der Bundeswehr
- Wolfgang Nolte (Politiker) (* 1947), deutscher Kommunalpolitiker (CDU), Bürgermeister von Duderstadt